# Casinaria brasiliensis
Casinaria brasiliensis är en stekelart som beskrevs av Juan Brèthes 1927. Casinaria brasiliensis ingår i släktet Casinaria och familjen brokparasitsteklar. Inga underarter finns listade.